# 南美短吻電鰻
南美短吻電鰻，為輻鰭魚綱電鰻目短吻電鰻科的其中一種，為熱帶淡水魚，分布於南美洲阿根廷淡水流域，體長可達50公分，棲息在沙底質水流快速的溪流底中層水域，生活習性不明，可做為觀賞魚。